# Лъчиста готика
Лъчистата готика във френската готическа архитектура е периодът от 1230 до 1380 година. Характеризира се с изместване на търсенията на Високата готика за все по-голями размери към по-пространствено единство, изискана декорация и допълнителни и по-големи прозорци, които изпълват пространството със светлина. Основните характеристики на Лъчистата готика включват големи розети, повече прозорци в светлинния етаж на горното ниво, намаляване на значението на трансепта и по-големи отвори на приземния етаж за установяване на по-голяма комуникация между централния кораб и страничните пътеки. Вътрешната украса се увеличава, а декоративните мотиви се разпространяват отвън, до фасадата и подпорите, използвайки голям мащаб и пространствен рационализъм с по-голяма грижа за двуизмерните повърхности и повторението на декоративни мотиви в различни мащаби. Използването на ажурни елементи постепенно се разпространяват от витражи до зони с каменна зидария и до архитектурни елементи като фронтони.

## Френска лъчиста готика (1230 – 1380)

### Амиенска катедрала (1220 – 1266)
Катедралата в Амиен е започната през 1220 г. с амбицията на строителите да построят най-голямата катедрала във Франция, което те успяват. Тя е дълга 145 м, широка 70 м на трансепта и има площ от 7700 м2. Корабът е завършен през 1240 г., а хорът е построен между 1241 и 1269 г. Необичайно е, че са известни имената на архитектите: Робер дьо Лузарш и Томас и Рено Кормон. Техните имена и изображения се намират в лабиринта на наоса.
Огромният размер на катедралата изисква основи с дълбочина 9 м. Корабът има три части и шест кръстовища, докато хорът има двойни колатерални подпори и завършва в полукръгъл деамбулаторий със седем параклиса. Издигането на три нива при Амиен, подобно на Реймс, предхожда катедралата в Шартър, но са значително по-различни. Големите аркади имат височина 18 м, равна на комбинираните височини на трифория и високите прозорци над тях. Трифориумът е по-сложен от този в Шартър и има тройни ниши с прозорци във форма на триъгълник, съставени от два тънки заострени прозорци с ланцет, завършващи с прозорец – розета, подобна на детелина.  Високите прозорци също имат поразително сложен дизайн; в наоса всеки е съставен от четири високи ланцетни прозорци, увенчани с три малки рози; докато в трансепта горните прозорци имат цели осем отделни ланцета. Сводовете имат изключителна височина от 42,4 м. Те се поддържат от масивни стълбове, съставени от четири колони, които придават на кораба поразително усещане за вертикалност. Височината на стените, става възможна чрез високите летящи подпори, които правят два лъча към стената с подкрепата на елегантна система от арки.
В екстериора най-забележителната високо готическа особеност е качеството на скулптурата на трите веранди, украсени изцяло с 52 статуи, оцелели в първоначалното им състояние. Най-известните са на централния портал на запад, посветен на Страшния съд и доминиран от статуята на Христос, даващ благословия, която е на централната колона на вратата.По време на интензивното почистване на катедралата през 1992 г. са открити следи от боя, което показва, че цялата скулптура на екстериора първоначално е боядисана с ярки цветове. Това понякога се възпроизвежда сега чрез прожектиране на цветна светлина върху катедралата през нощта. 
- Фасада на катедралата
- Кораб на катедралата
- „Страшният съд“: скулптури на тимпана на западната фасада.

Западната фасада на Амиенската катедрала с трите портала при светлинното им оцветяване е най-типичен пример за лъчиста готика.
- Един от западните портали на Амиенската катедрала
- Амиенска катедрала: Порталът на Дева Мария
- Амиенска катедрала: Порталът на св. Фирмин
- Амиенска катедрала: Трите портала на западната фасада

### Реновирани структурни елементи на базилика „Сен Дени“ и на катедрала „Нотър Дам дьо Пари“
Скоро след като започва работата по катедралата в Амиен, базиликата на Сен Дени, въвела елементи от готическия стил в Париж, получава реконструкция в стил лъчиста готика. Корабът и трансептите са трансформирани в началото на 1231 г., отваряйки по-голямо количество вътрешно пространство (макар и да променят до неузнаваемост някои от оригиналните готически елементи, създадени от абат Сугерий). Стените са възстановени с много по-големи прозорци, които отварят горната кота от главните аркади до върховете на сводовете. Някогашната тъмна апсида се изпълва със светлина. 
Катедралата „Нотър Дам дьо Пари“ също получава голямо преобразяване в новия стил. Между 1220 и 1230 г. са построени контрафорси, които да заменят старите подпорни стени и да поддържат стените на горното ниво. Монтирани са 37 нови прозорци, всеки с височина 6 м, всеки с прозорец с двойна дъга, покрит с роза (25 все още са на място: 12 в кораба и 13 в хора).
Първият розетен прозорец на „Нотър Дам“ е построен на западната фасада през 1220-те години. През Средновековието розата е символ на Дева Мария, на която е посветена катедралата.  Западният прозорец е по-малък, с дебели каменни спици. По-големите прозорци на трансепта са добавени около 1250 г. (север) и 1260 г. (юг), с много по-богато украсени дизайни и по-тънки подложки или ребра между стъклото. Северният прозорец е посветен на събитията от Стария завет, а южният – на учението за Христос и Новия завет. 
- Прозорци на апсидата в стил „лъчискта готика“, Сен Дени (1230-те)
- Розета в стил „лъчиста готика“, Сен Дени (нач. 1231 г.)
- Южен трансепт, розета, Нотър Дам, Париж (1260)
- Трансепт, розета и горни прозорци, Нотър Дам, Париж (1260)

### Параклис „Сент Шапел“ в Париж
„Сент Шапел“ е параклис, построен от Луи IX за мощи, които той донася от кръстоносните походи. Осветен е през 1248 г., той се счита за връхна точка на стила „лъчиста готика“. Той служи като модел на няколко подобни параклиса в цяла Европа, в Аахен, Райом и кралският параклис „Сент Шапел дьо Венсан“ в Париж. Стъклото е силно оцветено, стените са ярко боядисани, а частите от стените, които не са покрити със стъкло, са плътно покрити с изваяни и рисувани ажури. 
- Горно ниво на параклиса „Сент Шапел“, Париж,(трансформиран 1248 г.)
- Детайл от „Сент Шапел“, Париж, скулптура
- Интериор с витражи в „Сент Шапел“, Париж

### Катедрала „Сен Жюлиен дьо Льо Ман“ и катедрала „Свети Гатиан от Тур“
Лъчистата готика бързо се разпространява от Ил дьо Франс в други части на Нормандия, в много проекти, които вече са в процес на изграждане. В катедралата на Льо Ман в Нормандия епископ Жефри дьо Лудон модифицира плановете чрез добавяне на двойни арки и високи прозорци, разделени на ланцети, както и кръг от нови параклиси. Катедралата на Тур има още по-амбициозна програма, финансирана със съдействието на Луи IX между 1236 и 1279 г. Нейната най-забележителна характеристика на лъчиста готика е сливането на прозорците на трифория и високите прозорци, за да се създаде завеса от витражи, подобна на тази на Параклиса „Сент Шапел“ в Париж. 
- Прозорците на трифориума и високите прозорци на Катедралата „Свети Гатиан от Тур“ (1236 – 1279)
- Трифориумът на „Сен Жулиен дьо Льо Ман“ (сред. на 13 век)

## Централна Европа
Стилът постепенно се разпространява на изток от Париж и се адаптира към местните стилове. Корабът на Страсбургската катедрала, тогава в Свещена Римска империя, е забележителен ранен пример за това. Започната през 1277 г., катедралата е построена върху основите на по-ранна романска църква. Тя има някои отклонения от обичайното подреждане на аркадите на пламтящата готика, които са разделени от снопни колони. Кота от три части представлява големи ланцетни и розетни прозорци по протежение на пътеките, повече прозорци отгоре на тесния трифорий и драматични високи прозорци с четири ланцета, увенчани с кадрилни прозорци, изпълващи църквата със светлина. Необичаен аспект на катедралата е нейният цвят; червеникаво-сивият камък в различни нюанси става част от декорацията. Освен това има много фин розов прозорец на запад, разделен на шестнадесет „суфлета“ или удължени форми във формата на сърце. 
Друг важен пример е Кьолнската катедрала. Работата започва през 1248 г., а източният ръкав е осветен през 1322 г., но работата спира през 14 век и е завършена до 1880 г.
- Западна фасада с розета, Страсбургска катедрала (1277 г.)
- Нефът на Страсбургска катедрала (1277): изглед на изток
- Нефът на Кьолнската катедрала (1248)
- Шпилът на Кьолнска катедрала (1248)

## Характеристики
Отличителните черти на архитектурата на лъчистата готика включват значително увеличено количество светлина в интериора поради разширяването на аркадите и особено увеличаването на броя и размера на прозорците, както и използването на гризайл, а не на цветно стъкло. Проявява се и в показването с използването на фронтони, върхове и отворен ажур.
Периодът на лъчиста готика съвпада с развитието на лентовия прозорец, в който централната ивица от богато оцветен стъклопис е разположена между горните и долните ленти от прозрачно или гризайлно стъкло, което позволява още повече да нахлуе светлина. Сравнимо е увеличението на количеството орнаменти, както отвътре, така и отвън. Това често се постига чрез много сложни дизайни на розетните прозорци и наподобяващите на антела ажури отвън, за да покрият фасадите и елементите като подпорите.

### Фасади
В периода на лъчистата готика западните фасади и портали пищно се украсяват със заострени фронтони, чиито точки често включват малки кръгли прозорци, плюс редица скулптурирани зъбери и флерони, както е илюстрирано в богато украсената украса на базиликата „Сент Урбен“ в Троа (1262 – 1389). Освен като украса, върховете имат и конструктивна функция; те добавят тежест към подпорите, като дават по-голяма опора на стените.
- Амиенската катедрала (1220–1270) с изобилие от скулптури  и голяма розета
- Фасада на базиликата „Сент Урбен“ (1262–1389)
- Детайл от западната фасада на Страсбургската катедрала (1225–1439)

### Розети
Големият розетен прозорец е сред най-отличителните елементи на периода. Трансептите на Нотър Дам дьо Пари са преустроени, за да направят място за два огромни розетни прозореца, дело на Жан дьо Шел и Пиер дьо Монтрьой и заплатени от крал Луи IX. Подобни големи рози са добавени към наоса на базиликата „Сен Дени“ и Катедралата на Амиен. С използването на каменни стълбове, разделящи парчетата стъкло и тези стъклени парчета, поддържани от оловни ребра, прозорците стават по-здрави и по-големи, способни да издържат на силни ветрове. Розетните прозорциа достигат 10 м в диаметър.
- Линкълнска катедрала „Окото на декана“: розета ( 1225)
- Нотр Дам дьо Пари: северна розета (ок. 1260)
- розета на Катедрала в Орвието

### Скулптура
Скулптурата е важна характеристика на украсата на фасадите на катедралите – практика, датираща от романския период. На фасадата и тимпана са изобразени каменни фигури на светци и Светото семейство. В периода скулптурите стават по-натуралистични и триизмерни, откроявайки се в собствените си ниши по фасадата. Те имат индивидуални черти на лицето, естествени жестове и пози и фино изваяни облекла. Другата декоративна скулптура като листата и растенията, украсяващи капителите на колоните, също стават по-реалистични.
- Натуралистични фигури на светци на западната фасада на Страсбургска катедрала
- Скулптура на фасадата на Руанска катедрала
- Детайл, показващ скулптури на фермер и берач на плодове, Уелска катедрала
- Адам и Ева – скулптура на Катедралата в Орвието от Лоренцо Майтани (1310)